# リーヴロ
『リーヴロ』（Livro）は、ブラジルのミュージシャン、カエターノ・ヴェローゾが1997年に発表したスタジオ・アルバム。

## 背景
ヴェローゾの著書『Verdade Tropical』と連動して発表されたアルバムで、収録曲「リーヴロス（書物）」の歌詞には、同書を執筆した体験が反映されている。音楽的には、当時ヴェローゾが傾倒していたマイルス・デイヴィスとギル・エヴァンスのコラボレーション作品からの影響が表れている。
「ハウ・ビューティフル・クッド・ア・ビーイング・ビー」は、ヴェローゾの息子モレーノ・ヴェローゾが書き下ろした曲。「ミーニャ・ヴォス・ミーニャ・ヴィーダ（我が歌、我が人生）」はガル・コスタに提供した曲のセルフ・カヴァーで、コスタのヴァージョンは1982年のアルバム『Minha Voz』に収録されている。「アレシャンドレ」はアレクサンダー大王の生涯を主題とした曲である。

## 反響・評価
母国ブラジルではゴールド・ディスクの認定を受けた。
1999年に発売されたアメリカ盤CDは、『ビルボード』のワールド・ミュージック・アルバム・チャートで13位を記録。2000年2月の第42回グラミー賞では最優秀ワールド・ミュージック・アルバム賞を受賞し、2002年9月の第1回ラテン・グラミー賞では最優秀MPBアルバム賞を受賞した。
Richard S. Ginellはオールミュージックにおいて5点満点中4.5点を付け「冒険的なアレンジを施され、入念にパッケージされた、彼の心の中によぎった森羅万象へ捧げられた一連の歌を通じて、ヴェローゾはなおも自由な発想でトロピカリズモの探求を続けている」と評している。また、Monday満ちるは2013年、HMVの企画で選出した「ブラジリアン名盤10選」の一つとして本作を挙げ「Caetanoの『変態』なところがとても印象的で大好きです」とコメントしている。

## 収録曲
特記なき楽曲はカエターノ・ヴェローゾ作。
1. オス・パシスタス - "Os Passistas" - 3:24
2. リーヴロス（書物） - "Livros" - 4:30
3. オンヂ・オ・ヒオ・エ・マイス・バイアーノ（リオがバイアーノに近い場所） - "Onde O Rio É Mais Baiano" - 3:22
4. マンハッタン・パラ・ルル・サントス（マンハッタン ルル・サントスに捧ぐ） - "Manhatã" - 5:17
5. ドイデッカ（混沌時代）〜ロンドン・ロンドン - "Doideca" - 3:41
6. ヴォセ・エ・ミーニャ（君は僕のもの） - "Você É Minha" - 3:44
7. ウン・トン - "Um Tom" - 2:30
8. ハウ・ビューティフル・クッド・ア・ビーイング・ビー - "How Beautiful Could a Being Be" (Moreno Veloso) - 3:27
9. オ・ナヴィオ・ネグレイロ（奴隷船） - "O Navio Negreiro (excerto)" (Antonio de Castro Alves) - 5:17
10. ナオン・エンシ（僕に構うな） - "Não Enche" - 3:31
11. ミーニャ・ヴォス・ミーニャ・ヴィーダ（我が歌、我が人生） - "Minha Voz, Minha Vida" - 2:50
12. アレシャンドレ - "Alexandre" - 5:48
13. ナ・バイシャ・ド・サパテイロ - "Na Baixa do Sapateiro" (Ary Barroso) - 3:46
14. プラ・ニンゲン（誰のためでもなく） - "Pra Ninguém" - 2:59